# Погорелка (Мантуровский район)
Погорелка — деревня в Мантуровском районе Костромской области России, в составе Самыловского поселения. На уровне муниципального устройства входит в состав городского округа города Мантурово, до 2018 года входила в состав Самыловского сельского поселения Мантуровского муниципального района.

## География
Деревня находится в южной части Костромской области, в пределах Восточно-Европейской равнины, в подзоне южной тайги, на левом берегу реки Чарковки (правый приток Унжи), к востоку от автодороги Р243, на расстоянии приблизительно 5 километров (по прямой) к юго-западу от Мантурова, административного центра района.

### Климат
Климат характеризуется как умеренно континентальный, с продолжительной холодной многоснежной зимой и сравнительно коротким умеренно тёплым дождливым летом. Среднегодовая температура воздуха — 2,2 °C. Средняя температура воздуха самого холодного месяца (января) — −12,9 °C (абсолютный минимум — −50 °C); самого тёплого месяца (июля) — 17,6 °C (абсолютный максимум — 36 °С). Безморозный период длится 112—115 дней. Годовое количество атмосферных осадков — 610 мм, из которых 418 мм выпадает в период с апреля по октябрь. Снежный покров устанавливается в середине ноября и держится в течение 150 дней.

### Часовой пояс
Деревня Погорелка, как и вся Костромская область, находится в часовой зоне МСК (московское время). Смещение применяемого времени относительно UTC составляет +3:00.

## Население
| 2008 | 2010 | 2014 |
| ---- | ---- | ---- |
| 3    | →3   | ↗4   |

### Национальный состав
Согласно результатам переписи 2002 года, в национальной структуре населения русские составляли 100 % из 7 чел.